# Ernst Leopold Stahl
Ernst Leopold Stahl (* 19. April 1882 in Mannheim; † 19. Juni 1949 ebenda) war ein deutscher Theaterwissenschaftler, Dramaturg, Schriftsteller und Verbandsfunktionär und prägte über Jahrzehnte die Entwicklung des deutschen Theaters in der ersten Hälfte des 20. Jahrhunderts.

## Leben
Ernst Leopold Stahl wurde in eine badische Familie von kunstliebenden Großkaufleuten hineingeboren, die sich über Generationen der Pflege des Theaters verschrieben hatte. Ein Urgroßvater Simon Nicolas de Nesle war Intendant der Grand Opéra in Paris. Sein Vater Ernst Stahl unterhielt ein Logen-Abonnement am Mannheimer Theater. Nach dem Abitur am Karl-Friedrich-Gymnasium im Jahre 1900 studierte er drei Semester Jura in München und Berlin, wechselte dann zum Studium der Germanistik, Romanistik und Anglistik nach Heidelberg. Von 1906 bis 1909 arbeitete er als Lektor mit einem Lehrauftrag für deutsche Sprache und Literatur an der Universität Nottingham, in dieser Zeit publizierte er erste Artikel über die englische Dramatik und das zeitgenössische Theaterleben. 1909 kehrte er nach Heidelberg zurück und beschloss sein Studium mit einer Dissertation über den Theaterdichter und Karlsruher Theaterintendanten Josef Freiherr von Auffenberg.

## Arbeit für das Theater

### Theaterwissenschaftler und -kritiker
Zusammen mit Studienfreunden betrieb Stahl von 1902 bis 1908 den Heidelberger Hebbel-Verein, der mit rund 150 Vorlesungen, Rezitationen und Theateraufführungen in die Theater- und Kulturszene Südwestdeutschlands hineinwirkte. Neben der Wiederentdeckung Hebbels und Werkaufführungen wie den Nibelungen beschäftigte man sich mit dem Faust-Stoff, dem mittelalterlichen deutschen Fastnachtsspiel des Hans Sachs, mit Gryphius und dem Rokoko, mit dem Marionetten- und Puppentheater sowie mit zeitgenössischen Autoren wie Wedekind, Ibsen, Strindberg und Hofmannsthal. Besondere Beachtung fand das Hebbel-Fest in Worms (8. Juni–11. Juni 1906) und Aufführungen von Stücken Gryphius, Torquato Tassos, Gellert und Schiller im Gartentheater von Schloss Schwetzingen. Erste Erfahrungen als Dramaturg sammelte Stahl von 1909 bis 1911 als Dramaturg am Düsseldorfer Schauspielhaus. Von 1912 bis 1914 lebte und arbeitet er als freier Schriftsteller und Privatdozent in Heidelberg, er veröffentlichte seine Forschungsarbeit „Das englische Theater im 19. Jahrhundert“, publiziert über das zeitgenössische Musikdrama und unternahm mit der Schriftenreihe „Altdeutsches Theater“ historisch-theaterkritische Wiederentdeckungen und Neubearbeitungen von Bauernspielen, Christ- und Osterspielen, Totentanz und Fastnachtsspielen. Ab 1914 arbeitete er bis 1923 als Theaterkritiker für die Neue Badische Landeszeitung in Mannheim.

### Theaterkulturverband
1916 folgte Stahl einer Einladung von Wilhelm Karl Gerst zur Gründung des Theaterkulturverbandes (Verband zur Förderung der deutschen Theaterkultur) und prägte fortan dessen dramaturgisch-theaterästhetische Ausrichtung als Leiter des Literarischen Ausschusses. Innerhalb des kulturpolitisch breit aufgestellten Verbandes wurde Stahl dem liberalen Lager zugerechnet. „Um auch den mittleren und kleineres Städten die Einrichtung künstlerischer Bühnen zu ermöglichen, empfahl er für die ersteren den Zusammenschluß zu Städtebünden mit gemeinsam zu finanzierenden Ensemble und für die kleineren Städte die Einrichtung von künstlerischen Wanderbühnen auf gemeinnütziger Basis“. Für die Binnenorganisation des Verbandes entwarf Stahl „Richtlinien für die Tätigkeit der Ortsvereine“, die seine Erfahrungen im Hebbel-Verein umsetzten. Persönlich gründete er die TKV-Ortsgruppen in Heidelberg und Karlsruhe die jeweils rund 800 Mitglieder hatten.
Im Mai 1919 wurde Stahl vom Verwaltungsrat des Theaterkulturverbandes zum Geschäftsführer berufen, nachdem die christlich-konservativen Kreise den Verband verlassen und den Bühnenvolksbund gegründet hatte. Ebenso zeichnete sich bereits die Ausgründung des Volksbühnenverbandes durch die sozialdemokratisch orientierten Mitglieder ab. Stahl verschlankte den Verband zu einer eher beratenden „Zentralstelle für Theaterkultur“ und konnte den Betrieb von sechs großen Volks- und Wanderbühnen in West- und Südwestdeutschland erreichen sowie die Schriftenreihe „Dramaturgische Berichte“ fortführen. Die Inflation von 1923 entzog dem Verband die nötigen Finanzmittel und führte zur Einstellung der Geschäfte.

### Dramaturg und Theaterhistoriker
Ab 1921 hatte Stahl beratend bei der Gründung der „Bayerischen Landesbühne“ mitgewirkt, einem Städtebundtheater der Städte Würzburg, Regensburg, Bamberg, Ingolstadt, Passau und Ulm. Zum 1. April 1923 wurde Stahl als Chefdramaturg der Landesbühne berufen. Für die Spielplangestaltung setzte er vier Aufgabenkreise – Klassikerpflege, gute Unterhaltung, Heimatkunst und Einführung moderner Autoren. Zusätzlich wurde er 1924 zum dramaturgischen Beirat der Staatstheater Bayerns berufen. Stahl bekleidete den Posten bei der Landesbühne offiziell bis 1937, zog sich jedoch schon 1933 nach der Machtübernahme der Nationalsozialisten zurück. Von 1937 bis 1949 betätigte sich Stahl überwiegend als Theaterhistoriker mit Monographien über „Shakespeare und das deutsche Theater“, „Das europäische Mannheim“ und zur „bayerischen Staatstheatergeschichte“.

## Hörspiele als Bearbeiter (Wort) (Auswahl)
Sendespiele (Hörspielbearbeitungen):
- 1926: Christian Fürchtegott Gellert: Das deutsche Schäferspiel in Wort und Musik: Sylvia. Schäferspiel in einem Aufzug – Regie: Willi Wittig (WEFAG)
- 1927: Friedrich von Spee: Das Trauergespräch Christi am Kreuz – Regie: Victor Heinz Fuchs (Schlesische Funkstunde)
- 1927: Anonym: Das altdeutsche Osterspiel (Bearbeitung und Kommentar) – Regie: Viktor Heinz Fuchs (Schlesische Funkstunde)
- 1928: Friedrich von Spee: Das Trauergespräch Christi am Kreuz – Regie: Rudolf Hoch (Deutsche Stunde in Bayern)

Quelle: ARD-Hörspieldatenbank

### Biografisches
Peter Stoltzenberg: Ernst Leopold Stahl und der „Verband zur Förderung deutscher Theaterkultur“. Inauguraldissertation. Albertus-Magnus-Universität zu Köln. 1958

### Bücher und Schriften von E. L. Stahl (Auswahl)
- Marionettentheater: von der heutigen Puppenbühne und ihrer Geschichte. In Bühne und Welt, 9 (1906/07)
- Joseph von Auffenberg und Das Schauspiel der Schillerepigonen. Theatergeschichtliche Forschungen. Band 21. Leipzig 1910
- Der Hebbelverein in Heidelberg. Heidelberg 1911
- Das altdeutsche Osterspiel-Schrobsdorff. In: Bühne und Welt 15. Freiburg 1912/13
- Robert Browning als Dramatiker. In: Bühne und Welt 15. Freiburg 1912/13
- Das englische Theater im 19. Jahrhundert. Seine Bühnenkunst und Literatur; mit 12 Bildertafeln. In: Die Kultur des modernen England in Einzeldarstellungen [5]. Oldenbourg. München 1914
- Gemma Boic. Dem Gedächtnis einer Künstlerin. Darmstadt 1915
- Wege zur Kulturbühne. Beiträge zur Theaterkulturbewegung, Reihe 1, Heft 2. Diederichs Verlag. Jena 1917
- Das Urner Spiel von Wilhelm Tell. Ein Volksschauspiel der Schweiz aus dem 15. Jahrhundert. Bühnenvolksbundverlag. Berlin 1920
- Heinrich von Kleist: der Mensch und das Werk. In: Dichter und Bühne, Reihe 2. Literarisches Institut Haas & Grabherr. Filser 1921
- Hans Sachs und die Komödie des Mittelalters. In: Dichter und Bühne, 15. Verlag des Bühnen-Volksbundes (Patmos-Verl.), Frankfurt 1922
- Das Märchenspiel. In: Dichter und Bühne. Meister der Oper. Reihe 1. Wesen und Art des Dramas. Verlag des Bühnen-Volksbundes (Patmos-Verlag). Frankfurt 1922
- Das Mannheimer Nationaltheater. Ein Jahrhundert deutscher Theaterkultur im Reich. Verlag J. Bensheimer. Mannheim 1929
- Das Trauergespräch Christi am Kreuze. Von Friedrich von Spee. Verlag Langen/Müller. Berlin 1934
- Ermanno Wolf-Ferrari. Verlag Kiesel. Salzburg 1936
- Die Komödien des großen Königs. König Friedrich II. von Preußen. Verlag Langen/Müller. Berlin 1937
- Die Freier oder Wer ist wer? Romantisches Lustspiel in zwei Tagen (acht Bildern) mit einem Vor- und Nachspiel. Von Joseph von Eichendorff. Reclam Verlag. Leipzig 1939
- Der Modeaffe. Von König Friedrich II. von Preußen. Langen, Müller, 1937
- Mozart am Oberrhein. Hünenburg Verlag. Straßburg 1942
- Alt-Mannheim: Das Mannheimer Stadtspiel. Szenen und Bilder vom Glück und Leid einer oberrheinischen Stadt. Unter Mitarbeit von Hans Arnold u. a. Mannheim 1943
- Lebendiges Theater. Drei Jahrzehnte deutscher Theaterkunst. Bruckmann. München 1944
- Shakespeare und das deutsche Theater. Kohlhammer. Stuttgart 1947
- Jean Paul in Heidelberg. Dobel Verlag 1948

## Belege
1. ↑  Peter Stoltzenberg: Ernst Leopold Stahl und der "Verband zur Förderung deutscher Theaterkultur". Hrsg.: Albertus-Magnus-Universität zu Köln. Dissertation. Köln 1958.
2. ↑  Stoltzenberg: Köln 1958. S. 49.
3. ↑  Stoltzenberg: Köln 1958. S. 79.
4. ↑  Stoltzenberg: Köln 1958. S. 136 ff.

| Personendaten    | Personendaten                    |
| ---------------- | -------------------------------- |
| NAME             | Stahl, Ernst Leopold             |
| KURZBESCHREIBUNG | deutscher Theaterwissenschaftler |
| GEBURTSDATUM     | 19. April 1882                   |
| GEBURTSORT       | Mannheim                         |
| STERBEDATUM      | 19. Juni 1949                    |
| STERBEORT        | Mannheim                         |